# Halowe mistrzostwa Polski kobiet w piłce nożnej 2011
Halowe Mistrzostwa Polski kobiet w piłce nożnej 2011 – trzydziesta druga edycja halowych mistrzostw Polski kobiet w piłce nożnej. Finał zawodów odbył się 11 grudnia 2011 r. w Hali Widowiskowo-Sportowej MOSiR w Sosnowcu. Udział w rozgrywkach finałowych, po rozegraniu 26 i 27 listopada czterech turniejów eliminacyjnych z łącznym uczestnictwem 24 zespołów, zapewniły sobie – RTP Unia Racibórz, Pogoń Women Szczecin, Górnik Łęczna i LKS Rolnik Biedrzychowice Głogówek. Tytuł po raz trzeci w historii wywalczył klub z Raciborza, wygrywając wszystkie trzy spotkania.

## Turniej finałowy
W finale cztery startujące drużyny zmierzyły się ze sobą w jednej grupie, rozgrywając spotkania w systemie każdy z każdym (po jednym meczu). Każdy pojedynek dzielił się na dwie połowy liczące 15 minut. Spotkania rozgrywane były 11 grudnia 2011 r. w Hali Widowiskowo – Sportowej MOSiR w Sosnowcu od godziny 9.00. Zwyciężyły piłkarki RTP Unii Racibórz, wygrywając wszystkie spotkania turnieju, łącznie strzelając rywalkom 27 goli.

### Tabela i wyniki
Zestawienie zostało opracowane na podstawie źródła:
| 1. kolejka |                                    |        |                                    |  |
|            | Górnik Łęczna                      | 1 – 3  | Pogoń Women Szczecin               |  |
|            | RTP Unia Racibórz                  | 11 – 2 | LKS Rolnik Biedrzychowice/Głogówek |  |
| 2. kolejka |                                    |        |                                    |  |
|            | LKS Rolnik Biedrzychowice/Głogówek | 5 – 1  | Górnik Łęczna                      |  |
|            | Pogoń Women Szczecin               | 1 – 5  | RTP Unia Racibórz                  |  |
| 3. kolejka |                                    |        |                                    |  |
|            | LKS Rolnik Biedrzychowice/Głogówek | 4 – 5  | Pogoń Women Szczecin               |  |
|            | Górnik Łęczna                      | 4 – 10 | RTP Unia Racibórz                  |  |

### Nagrody i wyróżnienia
Wyróżnienie dla najlepszej zawodniczki turnieju przyznano Agacie Tarczyńskiej z Unii Racibórz. Najskuteczniejszą piłkarką turnieju z dorobkiem 7 bramek okazała się Anna Żelazko z Unii Racibórz. Nagroda dla najlepszej bramkarki również przypadła zawodniczce LKS Rolnik Biedrzychowice/Głogówek – Marlenie Miadzielec.